# Haselhof (Nabburg)
Haselhof ist ein Ortsteil der Stadt Nabburg im Oberpfälzer Landkreis Schwandorf (Bayern).

## Geografie
Haselhof liegt ungefähr 3,5 Kilometer nördlich der Staatsstraße 2156, etwa 4 Kilometer nordöstlich der Bundesautobahn 93 und ungefähr 5 Kilometer nordöstlich von Nabburg am Ufer des Richtmühlbachs, der etwa 2 Kilometer östlich von Haselhof am Nordwesthang des 567 Meter hohen Häuslberges bei Tauchersdorf entspringt und ungefähr 4 Kilometer weiter südwestlich in den Kurmhofbach mündet, der nach einem weiteren Kilometer bei Perschen in die Naab mündet.

## Geschichte
Haselhof (auch: Haslhof, Haßlhof) war die herrschaftliche Schweizerei des freieigenen Landsassengutes Neusath.
In Herdstättenbescheiden von 1721 wird Haselhof mit 200 Stück Vieh, 4 Häusern, 4 Feuerstätten und von 1762 mit 5 Herdstätten und 2 Inwohnern aufgeführt.
Haselhof gehörte zum Patrimonialgericht Neusath.
Als sich der Besitzer von Neusath, der kurbayerische Oberstleutnant à la suite, Karl Baron von Riedl, 1813 und sein Erbe Karl Franz Freiherr von Lichtenstein, 1817 um die Umwandlung des Patrimonialgerichts Neusath in ein Ortsgericht Neusath bemühten und dies 1817 erreichten, gehörte Haselhof zu diesem Ortsgericht.
1818 wurden die Ortsgerichte aufgelöst und Haselhof gehörte 1819 wieder zum neu genehmigten Patrimonialgericht Neusath des Freiherrn von Lichtenstein.
1848 erlosch die standesherrliche Gerichtsbarkeit in Bayern und die Jurisdiktionsrechte fielen an den Staat.
Anfang des 19. Jahrhunderts wurde zum Zweck der Steuererhebung das Land vermessen, der Besitz wurde erfasst, Kataster wurden hergestellt.
Es begannen sich in Bayern Gemeinden herauszubilden.
1811 gab es im Landgericht Nabburg 58 Steuerdistrikte, einer davon war Perschen.
Zum Steuerdistrikt Perschen gehörten außer Perschen selbst Neusath, Namsenbach, Haselhof und Richtmühle.
Außerdem gehörte Haselhof zur Obmannschaft Tauchersdorf.
1828 gehörte Haselhof zur Landgemeinde Diendorf, zur Filialkirche in Perschen und zur katholischen Schule in Perschen und hatte 4 Wohngebäude und 5 Familien. Alle Einwohner waren katholisch.
Zum Stichtag 23. März 1913 (Osterfest) gehörte Haselhof zur Pfarrei Nabburg, Filiale Perschen. Es hatte 6 Häuser und 32 Einwohner.
1964 hatte Haselhof 5 Wohngebäude und 21 Einwohner und gehörte zur Landgemeinde Diendorf und zum Landkreis Nabburg.
Zum 1. Juli 1972 wurde der Landkreis Nabburg aufgelöst und Haselhof gelangte als Teil der Gemeinde Diendorf in den neu gebildeten Landkreis Schwandorf.
Am 1. Januar 1975 wurde Haselhof als Teil der Gemeinde Diendorf in die Stadt Nabburg eingegliedert.
Am 31. Dezember 1990 hatte Haselhof 25 Einwohner und gehörte zur Pfarrei Nabburg.